# Caracol Junior
Caracol Junior es un proceso de formación en comunicación radiofónica con niños, niñas y jóvenes de Colombia. Es un proyecto de comunicación radiaofónica que nace como una propuesta de UNICEF, Plan Internacional y Caracol Radio, que busca promover los derechos de los niños, niñas y adolescentes, por medio de capacitaciones en comunicación radiofónica.

## Reseña histórica y objetivo
Gracias a los buenos resultados obtenidos en las dos experiencias expuestas, Caracol Radio propuso a Unicef y Plan Internacional la creación de un proyecto que vinculase a los niños de diferentes lugares del país con el medio radiofónico. Se trata de un programa educativo y continuado sobre comunicación radiofónica, derechos y convivencia, que se ha bautizado como Caracol Junior. Por ahora estará presente en las localidades de Cartagena, Tumaco, Jamundí, Cali, Quibdó y Bogotá, y en 2007 el objetivo es capacitar a 800 niños y niñas que se convertirán en corresponsales, enviando sus trabajos periodísticos, informando sobre lo que pasa en su entorno y compartiendo con la audiencia adulta sus opiniones y propuestas. Actualmente el proyecto está siendo operado por PROA Comunicación.